# Троицкий (Астраханская область)
Троицкий — посёлок в Икрянинском районе Астраханской области России. Входит в состав Сергиевского сельсовета.

## География
Посёлок находится в юго-западной части Астраханской области, на правом берегу Бахтемира, на расстоянии примерно 11 километров (по прямой) к юго-юго-западу (SSW) от посёлка Икряное, административного центра района. Абсолютная высота — 20 метров ниже уровня моря. Климат умеренный, резко континентальный. Характеризуется высокими температурами летом и низкими — зимой, малым количеством осадков, а также большими годовыми и летними суточными амплитудами температуры воздуха.

## Население
| 2002 | 2010 |
| ---- | ---- |
| 434  | ↘365 |

По данным Всероссийской переписи, в 2010 году численность населения посёлка составляла 365 человек (182 мужчины и 183 женщины). Согласно результатам переписи 2002 года, в национальной структуре населения русские составляли 66 %, казахи — 29 %.
| Национальность | Численность (2010) | Процент |
| -------------- | ------------------ | ------- |
| Русские        | 238                | 63%     |
| Казахи         | 113                | 29,9%   |
| Чеченцы        | 10                 | 2,6%    |
| Даргинцы       | 6                  | 1,6%    |
| Татары         | 5                  | 1,3%    |
| Азербайджанцы  | 3                  | 0,8%    |
| Грузины        | 3                  | 0,8%    |
| Всего          | 378                | 100%    |

## Инфраструктура
В посёлке функционируют детский сади сельский клуб.

## Улицы
Уличная сеть посёлка состоит из двух улиц (ул. Гагарина и ул. Кирова).

## Транспорт
Через посёлок проходит автодорога Р215 Астрахань-Махачкала.